# Bengt Palmgren
Bengt Einar Palmgren, född 1944 i Växjö är en svensk industridesigner och professor emeritus i industridesign vid Designhögskolan, Umeå universitet. 
Palmgren är utbildad på Konstfack i Stockholm, där han 1972 utexaminerades i det som idag motsvarar masterexamen i industridesign. Åren 1974–1994 var Palmgren delägare i Ergonomidesign AB, nuvarande Veryday, där han arbetade som industridesigner med projekt inom områdena produktdesign och tillämpad ergonomi. Han utsågs 1987 till ”Årets industridesigner” och erhöll samma år utmärkelsen Utmärkt Svensk Form tillsammans med Pär Lindahl, för arbetet med en ambulansbår och ett nytt koncept för ambulanser i Sverige. Han är även, via Ergonomidesign, representerad på The Museum of Modern Art i New York, USA.
1989 utsågs Palmgren till professor i industriell design vid Designhögskolan, Umeå universitet, där han åren 1990–2003 tjänstgjorde som prefekt och därefter som rektor fram till pensioneringen 2010. 
Palmgren utvecklade Designhögskolan till dess nuvarande form genom att 1996 införa en utbildningsstruktur med 3 + 2 års utbildning i ett kandidatprogram och tre masterprogram – strax innan detta blev allmän standard i Sverige genom införandet av Bolognamodellen. Masterutbildningarna på Designhögskolan gavs redan från början på engelska och var öppna även för utländska studenter. Bakom de stora internationella framgångarna ligger också det nära samarbetet med svenska och utländska företag i realistiska samarbetsprojekt, liksom satsningen på många externa lärare och föreläsare som han introducerade redan från starten. 
Ett forskarutbildningsprogram introducerades 2000 och 2002 inleddes det av Palmgren initierade samarbetet ”Sason School of Design” mellan Designhögskolan och Chalmers tekniska högskola. Han låg även bakom bildandet av ”Finnish-Swedish Academy for Industrial Design”, samma år. 
2005 lade han fram idén om att skapa ett “Konstnärligt Campus” vid Umeå universitet. I förslaget ingick att flytta Bildmuseet från Gammlia och att Sveriges fjärde arkitektutbildning i skulle etableras vid Umeå universitet. Båda idéerna förverkligades, och Konstnärligt Campus invigdes i maj 2012.
Bengt Palmgren har vid två tillfällen medverkat som bedömare vid Universitetskanslersämbetets, UKÄ:s, nationella utvärderingar av designutbildningar. Vid senaste tillfället, 2014–2015, var han ordförande för bedömargruppen.
2015 belönades han för sina insatser med Umeå universitets förtjänstmedalj.